# Saghi Ghahraman
Pour les articles homonymes, voir Ghahraman.
Saghi Ghahraman, née le 3 février 1957 à Machhad, est une poétesse, éditrice et activiste pour les droits LGBT iranienne. Depuis deux décennies, elle vit en exil au Canada.
En décembre 2021, elle figure sur la liste des 100 Women de la BBC.

## Biographie
Née à Machhad en Iran, le 3 février 1957, elle est diplômée en littérature persane à l'université de Tabriz en 1979. Elle est arrêtée par les militaires pour son activité dans la branche féminine d'une organisation communiste. C'est en raison de ses activités politiques et pour sa défense de la communauté LGBT qu'elle doit s'exiler à Toronto, au Canada, en 1983,.
En tant qu'écrivaine, Saghi Ghahraman publie quatre volumes de poésie, ainsi que nombreux articles dans des revues. Elle fait partie de PEN Canada et de l'équipe de Sepidar, une revue sur la littérature persane basée à Toronto. Par ailleurs, elle fonde Gilgamishaan Books et le Exiled Writers Club (Club d'écrivains exilés), qu'elle dirige pendant deux ans.
Ghahraman co-fonde la Iranian Queer Organization (en) (Organisation queer iranienne ou IRQO), organisation qu'elle dirige à partir de 2008. Elle est aussi l'éditrice en chef de Cheraq, la revue en ligne mensuelle de l'IRQO. Cette revue traite des thèmes de l'identité de genre, de l'orientation sexuelle et d'autres thèmes liés aux droits LGBT en Iran.
Ghahraman apparaît dans le documentaire Poetry of Witness (en) (Poésie du témoin, 2015), où elle témoigne de sa lutte en faveur des droits de la communauté LGBT dans le contexte de la Révolution islamique en Iran,. Elle se considère comme une personne non-binaire.